# Badenstedter Kapelle
Die Badenstedter Kapelle in Hannover war der älteste bekannte Sakralbau im heute hannoverschen Stadtteil Badenstedt. Letzter Standort des in den 1920er Jahren aufgegebenen Gebäudes war mutmaßlich die Mitte des vormaligen Platzes „Kapellenbrink“ in Badenstedt.

## Geschichte und Beschreibung
Schon im Jahr 1592 war im Calenberger Hausbuch ein Kirchenland ausgewiesen, auf dem sich die spätere Badenstedter Kapellengemeinde zu ihren rituellen Handlungen traf. Doch erst seit der zweiten Hälfte des 17. Jahrhunderts spiegelten Quellen kirchliche Betätigungen in dem damaligen Dorf Badenstedt: Bereits vor der Reformation war der Ort – ähnlich wie in den Nachbardörfer Bornum und Ricklingen – nach Linden eingepfarrt worden. Auch nach dem Dreißigjährigen Krieg hatte jedes der drei Dörfer gegen Ende des 17. Jahrhunderts „selbständige Kapellengemeinden“, vor denen der Lindener Pastor jeweils ein bis zwei Mal jährlich Gottesdienste abhielt. An den übrigen Sonntagen eines jeden Jahres mussten auch die Einwohner Badenstedts die Lindener St. Martinskirche aufsuchen, für deren Gemeinde sie mitunter Hand- und Spanndienste leisten mussten.
Wenngleich es ältere Hinweise auf einen Altar aus der Zeit des 16. Jahrhunderts gibt, wurde eine eigene Kapelle in Badenstedt erstmals schriftlich in einem Bericht des Lindener Pastors Hermann Balthasar Vietgen aus dem Jahr 1683 erwähnt. Das Gebäude war äußerst schlicht gehalten und hatte nicht einmal eine eigene Bestuhlung.
Anfangs hatte der religiöse und soziale Mittelpunkt der Dorfgemeinschaft nicht einmal Sitzgelegenheiten:

„Weil keine Benke und Stühle darin waren, sondern wen Gottesdienst darin gehalten wurde, so musste ein jeder einen Stul mitbringen, es haben im vorigen Jahr gutherzige Leute von den Einwohnern dann selbst aus ihren eigenen Mitteln 8 Stühle und Bänke darin machen lassen ...“

Knapp ein Jahrhundert später wurde 1783 am „Kapellenbrink“ – mutmaßlich am selben Platz wie der ältere Sakralbau – in der Mitte des Platzes eine neue Kapelle errichtet; neun Meter lang und sieben Meter breit. Darin fand sich bald ein Altar aus dem 17. Jahrhundert, während die Glocke in den Dachreiter auf der Westseite des Gebäudes gehängt war. Sie hatte einen Durchmesser von 40 cm, stammte laut ihrer Inschrift aus dem Jahr 1717 und war von dem Glockengießer Thomas Rideweg in Hannover für die Gemeinde Badenstedt gegossen worden.
In der Gründerzeit des Deutschen Kaiserreichs wurde 1878 die hölzerne Altarwand aus dem 17. Jahrhundert renoviert. Doch das Gebäude selbst wurde noch 1899 als „dürftige, rechteckige Fachwerkskapelle“ beschrieben. Sie war mutmaßlich baugleich wie die ehemalige Kapelle in Bornum und die heute noch existierende Kapelle in Davenstedt.
Erst zur Zeit der Weimarer Republik und nach der Gründung der Paul-Gerhardt-Gemeinde im Jahr 1926 verkaufte die Stadt Hannover, letzte Eigentümerin der Immobilie, im Jahr für 100 Reichsmark die Badenstedter Kapelle, die daraufhin abgerissen wurde.

## Abbildungen
Eine Abbildung der Kapelle findet sich in: Udo Obal u. a.: Ein Dorf wird Stadtteil. Geschichte und Geschichten aus Badenstedt. hrsg. von der Kulturgemeinschaft Hannover-West e.V. 1. Auflage. HZ-Verlag, Hannover 2008, ISBN 978-3-939659-92-1, S. 20.